# London Biggin Hill Airport

i7
i11
i13
Der London Biggin Hill Airport (IATA-Code: BQH, ICAO-Code: EGKB) ist ein kleiner Regionalflugplatz etwa 18 Kilometer südöstlich der Londoner Innenstadt. Er wird von keiner großen Fluggesellschaft angeflogen, sondern dient hauptsächlich als Basis für Privat- und Kleinflugzeuge. Der Flugplatz spielte während der beiden Weltkriege eine wichtige Rolle, sowohl als Basis des Royal Flying Corps (RFC), als auch später der Royal Air Force (RAF).

## Geschichte
Der Flugplatz in Biggin Hill wurde 1917 vom damaligen Militär als Luftstützpunkt des Royal Flying Corps errichtet. Von dort aus konnten angreifende Flugzeuge schnell abgefangen werden. Zwischen den Weltkriegen wurden vor allem Forschungsprojekte durchgeführt und Techniken modernisiert, die etwa den Nachtflug ermöglichten, zudem wurden Luftabwehrstationen errichtet.
Während des Zweiten Weltkriegs war der Flugplatz Stützpunkt vieler Militärflugzeuge, weswegen er in den Jahren 1940 und 1941 oftmals angegriffen wurde. Hierbei kamen insgesamt 39 Menschen ums Leben.
Nach der Schließung des Flughafens London-Croydon im Jahr 1959 wurde stattdessen der Biggin Hill Airport als ziviler Flughafen genutzt und die Mehrheit der Flüge hierher verlegt. Einige Fluglinien flogen nun Biggin Hill an, was den Bau eines weiteren Hangars erforderte. 1992 wurde die Royal Air Force endgültig vom Flughafen verabschiedet und später auch die Verwaltung an die Regional Airports Ltd. übergeben.
Biggin Hill Airport ist in neuerer Zeit mit ca. 90.000 Flügen pro Jahr (2006) ein wichtiger Standort der Geschäftsluftfahrt im Raum London. Er wird hauptsächlich als Basis für kleinere Charterfluggesellschaften sowie für private Fliegerclubs genutzt. In der Fliegerschule Biggin Hill werden auch Flugschüler ausgebildet. Der Flugplatz besitzt zwei Start- und Landebahnen, auf denen teilweise Instrumentenlandeanflüge durchgeführt werden können. Die asphaltierte Bahn 11/29 ist nur 792 Meter lang, die zweite Landebahn 03/21 gut 1800 Meter. Somit können sowohl Kurz- als auch Mittelstreckenflugzeuge auf dem Flugplatz landen und starten. London Biggin Hill wird auch häufig für Businessjets genutzt. Der Airport besitzt ein Terminal mit einem Café und anderen infrastrukturellen Einrichtungen. Die älteren Gebäude der RAF stehen noch immer am Rand des Geländes.

## Zwischenfälle
- Im Oktober 2005 stürzte ein Kleinflugzeug in Victoria Gardens ab, weniger als einen Kilometer vom Flugplatz entfernt, und verfehlte dabei nur knapp mehrere Häuser. Der Pilot und ein Flugschüler starben.

- Am 30. März 2008 stürzte ein Geschäftsreiseflugzeug des Typs Cessna Citation I Modell 501, das zuvor in Biggin Hill gestartet und wegen Triebwerksproblemen wieder auf dem Rückweg zum Flugplatz war, auf ein Wohnhaus in Romsey Close, BR6 7 Orpington, am südlichen Rand von London. Dabei verloren fünf Menschen (zwei Piloten und drei Passagiere) ihr Leben. Die Passagiere waren David Leslie und Richard Lloyd, beide bekannte ehemalige British-Touring-Car-Championship-Fahrer, sowie ein 25-jähriger Student. Es handelte sich um eine Geschäftsreise nach Pau in Frankreich. Am Boden wurden keine Menschen verletzt.

## Rezeption
Biggin Hill spielte sowohl im Film The Da Vinci Code – Sakrileg mit Tom Hanks als auch in der Buchvorlage eine Rolle, als die Hauptcharaktere mit einem Privatjet vom Flughafen Le Bourget in Paris nach London fliegen und in Biggin Hill landen.